# Hunter × Hunter: The Last Mission
Hunter × Hunter: The Last Mission (劇場版 HUNTER×HUNTER -The LAST MISSION-?, Gekijō-ban HUNTER×HUNTER -The LAST MISSION-) è un film del 2013 diretto da Keiichiro Kawaguchi. È il secondo film anime tratto dal manga Hunter × Hunter di Yoshihiro Togashi. Il film, prodotto dalla Madhouse durante la trasmissione del proprio adattamento televisivo del manga, è stato distribuito nei cinema giapponesi dalla Toho il 27 dicembre 2013.

## Trama
Decenni prima della partenza di Gon Freecss per l'esame degli Hunter, il presidente dell'associazione Isaac Netero sconfigge un potente nemico di nome Jed. Nel presente, un gruppo di uomini incappucciati irrompe in una prigione e ne libera i detenuti, reclutandoli per il loro piano. Qualche tempo dopo, Gon e Killua Zoldick si prendono una pausa dalla loro spedizione con Kaito per visitare nuovamente l'Arena Celeste e fare il tifo per il loro amico Zushi al torneo Battle Olympia, assieme a Wing e Biscuit. Intanto Leorio Paladiknight, diretto dai due amici, viene attaccato e messo al tappeto dagli uomini misteriosi. Prima dell'inizio del torneo, Gon e Killua fanno visita a Netero, anch'egli nell'edificio. Nel frattempo, l'Arena viene invasa dagli uomini incappucciati. Uno di loro, Gaki, prende il posto del primo sfidante di Zushi mette K.O.. Un altro, Shura, prende possesso del sistema di sicurezza. Un terzo personaggio, Rengoku, pugnala sé stesso e riesce a bloccare il Nen di Netero e ad immobilizzarlo.
Netero riconosce Jed e racconta che Jed era un suo vecchio amico e leader di "Shadow", gruppo dell'Associazione Hunter che si occupava delle black op. Questo gruppo di Hunter era stato soppresso dal presidente dopo che aveva iniziato ad utilizzare l'"On", un potere malvagio opposto al Nen e basato sul puro odio dell'utilizzatore. Jed, tenendo come ostaggio Netero, richiede che l'Associazione Hunter renda pubblico il "Black Report", un registro di crimini compiuti dal Governo nei confronti dei discendenti del squadra "Shadow".
Nel frattempo Gon e Killua, scaraventati fuori dalla finestra della stanza in cui si trovavano con Netero, tentano di risalire fino al 200º piano della torre, fino a quando vengono attaccati da Gaki. Kurapika invece, impegnato a fare da scorta alla giovane Neon, combatte contro Shura. Intanto Leorio risale dalle fogne aiutato da Hisoka, giunto all'Arena Celeste per incontrarsi con Kurapika. Sia Kurapika, con l'aiuto di Leorio, sia Gon e Killua, riescono a sconfiggere i rispettivi avversari. Tuttavia, prima di morire, Shura infetta Kurapika con il sangue di Jed, inibendo il suo Nen e affermando che sarebbe morto se non avesse abbracciato l'On.
Una volta riuniti con gli altri, Gon e Killua decidono di affrontare Jed sul tetto, mentre Leorio rimane indietro per prendersi cura di Kurapika. Anche Gon viene infettato dal sangue di Jed e decide di abbracciare l'On per continuare a lottare, mentre Killua convince Rengoku ad abbandonare il suo odio, in modo da liberare Netero dalla sua presa. Netero affronta Jed, ma anziché attaccarlo decide di difendersi da tutti i suoi attacchi fino a che il suo odio non si sia placato. Jed viene definitivamente sconfitto quando Gon purifica l'On nel suo corpo grazie al Nen e fa lo stesso sul suo avversario. Dopo che i rimanenti membri del gruppo "Shadow" vengono sconfitti, l'Arena Celeste torna alla normalità e il torneo Battle Olympia può finalmente incominciare.

## Promozione
Il film fu annunciato il 12 gennaio 2013 tramite un teaser trailer alla fine del precedente Phantom Rouge. In agosto vennero rese note la data di uscita e una trama basilare nel numero 37 di Weekly Shōnen Jump. Il primo trailer del film venne pubblicato circa una settimana dopo. Come nel film precedente, il duo musicale Yuzu si occupò di eseguire il tema musicale, "Hyōri ittai" (表裏一体?). A novembre fu pubblicato un secondo trailer.

## Distribuzione

### Data di uscita
Le date di uscita internazionali sono state:
- 27 dicembre 2013 in Giappone
- 20 febbraio 2014 a Singapore
- 27 marzo in Malaysia
- 19 aprile nelle Filippine
- 22 maggio in Corea del Sud
- 30 gennaio 2019 negli Stati Uniti

### Edizione italiana
L'edizione italiana del film è stata pubblicata in streaming su Prime Video il 10 dicembre 2022. Il doppiaggio è stato eseguito dalla CD Cine Dubbing e diretto da Luca Giacomozzi su dialoghi di Alessandro Pastorello.

### Edizioni home video
L'edizione DVD del film è stata distribuita in Giappone il 23 luglio 2014, vendendo 3 367 copie nella prima settimana e raggiungendo quindi il settimo posto nella classifica della Oricon. Ha venduto 5 196 copie in quattro settimane prima di uscire dalla classifica.

## Accoglienza
Nei primi dieci giorni il film ha incassato 571 milioni di yen (5,47 milioni di dollari) presso i botteghini giapponesi. Alla terza settimana il film aveva incassato un totale di 6 614 304 dollari.